# Kit Harington
Christopher Catesby "Kit" Harington  (sinh ngày 26 tháng 12 năm 1986) là một diễn viên người Anh. Anh nổi danh sau vai diễn Jon Snow trong loạt phim truyền hình đoạt nhiều giải thưởng của HBO, Game of Thrones, bộ phim giúp anh có một đề cử giải Primetime Emmy năm 2016. Kit cũng đóng vai chính trong những bộ phim Pompeii, Testament of Youth, và Spooks: The Greater Good, và các vai diễn phụ trong các bộ phim Silent Hill: Revelation và Seventh Son. Năm 2014, Kit có một vai diễn lồng tiếng trong bộ phim How to Train Your Dragon 2.

## Tiểu sử
Kit sinh ra ở Acton, Luân Đôn, mẹ anh là Deborah Jane (Catesby), một cựu nhà viết kịch và cha là Ngài David Richard Harington, nam tước thứ 15, và là một doanh nhân. Mẹ anh đặt tên anh theo tên nhà thơ Christopher Marlowe, người mà có tên riêng rút gọn là Kit.  Chú của Kit là Ngài Nicholas John Harington, nam tước thứ 14, và ông cố của anh là Ngài Richard Harington, nam tước thứ 12. Thông qua bà nội của anh, Lavender Cecilia Denny, Kit là cháu cố tám đời của Charles II của Anh. Ngoài ra, thông qua cha mình, Kit là hậu duệ của chính trị gia người Scotland, bá tước đầu tiên của Melville, Henry Dundas.
Kit theo học tại trường tiểu học Southfield từ năm 1992 đến năm 1998. Khi anh 11 tuổi, gia đình anh chuyển đến Worcestershire và anh theo học tại trường trung học Chantry ở Martley tới năm 2003. Anh bắt đầu quan tâm đến diễn xuất sau khi xem quá trình sản xuất của vở kịch Waiting for Godot năm 14 tuổi, và anh cũng biểu diễn trong một số tác phẩm của trường. Năm 2003, Kit theo học tại trường đại học Worcester Sixth Form, nơi anh bắt đầu học về Kịch và Nhà hát. Khi lên 17 tuổi, Kit đã được truyền cảm hứng để tham gia vào vở kịch của trường sau khi xem màn biểu diễn của Ben Whishaw trong vai Hamlet vào năm 2014. Kit chuyển về Luân Đôn năm 18 tuổi, một năm sau đó, anh theo học tại Trường trung tâm của Nghệ thuật Phát biểu và Kịch nghệ, và tốt nghiệp năm 2008.

## Sự nghiệp
Trước khi diễn xuất, Kit ban đầu muốn trở thành một nhà báo, một người quay phim hoặc một phóng viên chiến trường. Khi còn ở trường kịch nghệ, anh đóng vai Albert trong vở kịch phỏng theo câu chuyện của War Horse, ở Nhà hát Quốc gia. Vai diễn đạt hai giải thưởng Olivier và giúp Kit có được nhiều sự nhìn nhận. Sau đó anh thử vai cho vai diễn thứ hai của mình trong Posh, một vở kịch hài về những người đàn ông thuộc tầng lớp thượng lưu theo học tại Đại học Oxford. Sau vở kịch War Horse, Kit thử vai và được đảm nhận vai diễn truyền hình đầu tiên của anh, Jon Snow trong loạt phim truyền hình Game of Thrones. Bộ phim ra mắt năm 2011, nhận được sự khen ngợi tuyệt vời và những đánh giá tích cực, và đã nhanh chóng được xác nhận sẽ sản xuất mùa phim thứ hai. Vai diễn của Kit phần lớn được quay tại Iceland và Bắc Ireland. Năm 2012, Kit được đề cử giải thưởng Saturn cho "Nam diễn viên phụ xuất sắc nhất trên truyền hình". Kit có vai diễn điện ảnh đầu tiên năm 2012, trong bộ phim Silent Hill: Revelation 3D. Bộ phim kinh dị dựa theo trò chơi kinh dị Silent Hill 3, và là một phần tiếp theo của bộ phim Silent Hill. Anh được vinh danh với giải thưởng "Nam diễn viên của năm" tại lễ trao giải Young Hollywood năm 2013, giải thưởng ca ngợi tài năng trẻ mới nổi xuất sắc nhất trong phim ảnh, âm nhạc và truyền hình.

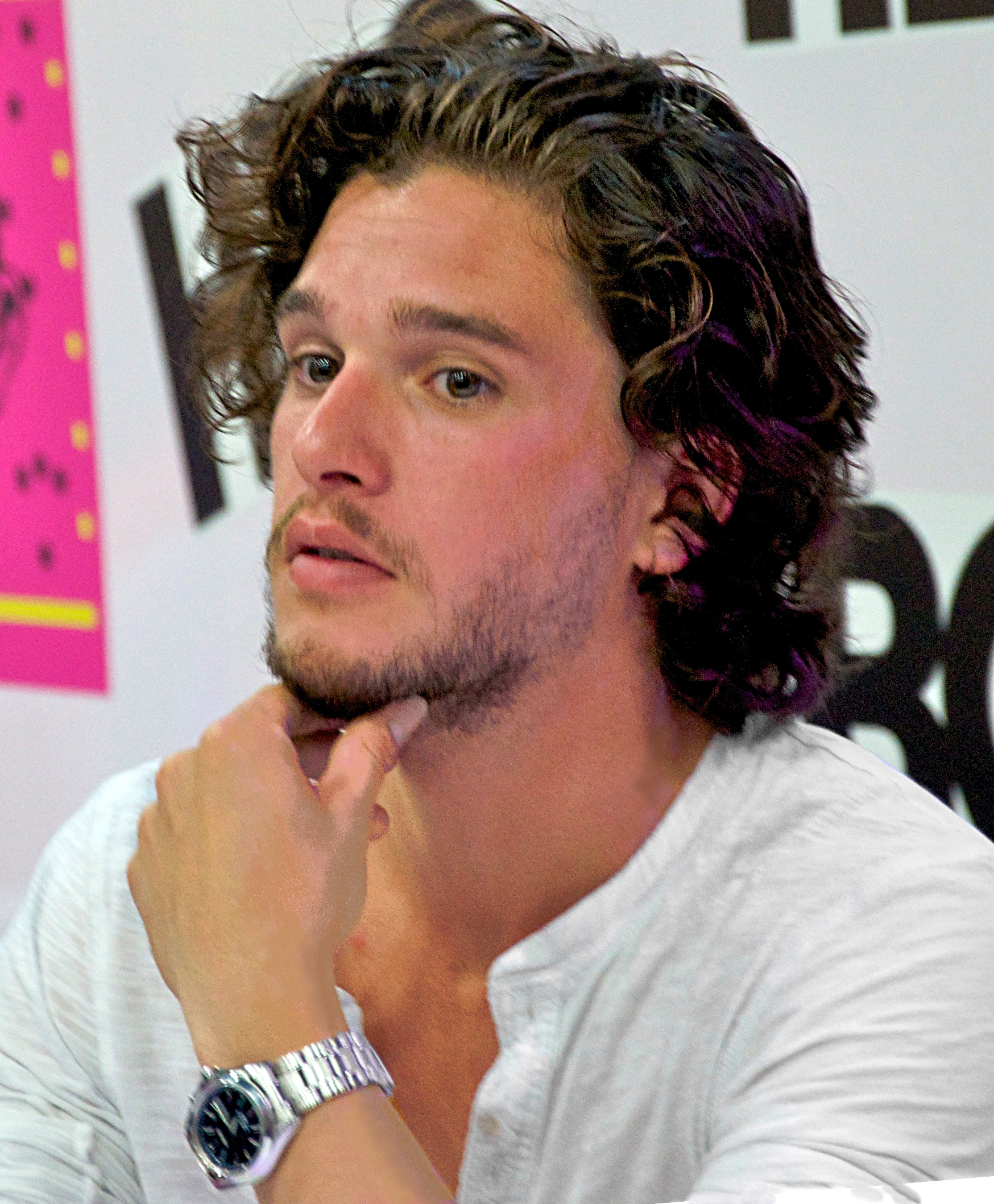
Kit Harington trong sự kiện Comic-Con tại San Diego năm 2011

Vai chính đầu tiên của Kit trong một bộ phim truyện là Milo trong phim Pompeii. Bộ phim bắt đầu sản xuất vào năm 2013 và quay tại Toronto. Một số cảnh được quay ở thành phố thực sự của Pompeii. Bộ phim có doanh thu khiêm tốn ở phòng vé và nhận được đánh giá trái chiều từ các nhà phê bình. Cũng trong năm đó, Kit lồng tiếng cho nhân vật Eret trong phim  How to Train Your Dragon 2, bộ phim nhận được sự đánh giá tích cực và thành công ở phòng vé, phim chiến thắng giải Golden Globe cho "Phim hoạt hình hay nhất" và nhận một đề cử giải Academy. Năm 2014, Kit xuất hiện bên cạnh nam diễn viên Jeff Bridges trong bộ phim giả tưởng phiêu lưu Seventh Son. Kit cũng vào vai Roland Leighton trong bộ phim Testament of Youth bên cạnh nữ diễn viên Alicia Vikander. Bộ phim đã được phát hành rộng rãi tại Anh vào ngày 16 tháng 1 năm 2015, và ra mắt quốc tế trong The Centrepiece Gala, sự hỗ trợ của Thị trưởng Luân Đôn, tại Liên hoan phim của Viện phim Anh Luân Đôn vào tháng 10 năm 2014.
Tháng 12 năm 2014, có thông báo rằng Kit sẽ tham gia trong bộ phim sắp tới của đạo diễn trẻ Xavier Dolan, The Death and Life of John F. Donovan, cùng với diễn viên Jessica Chastain, Kathy Bates, Thandie Newton và Susan Sarandon. Bộ phim bắt đầu vào tháng 7 năm 2016 tại Montreal, Quebec và sẽ quay suốt mùa xuân năm 2017. Anh cũng đóng vai chính trong bộ phim hài năm 2015 của HBO 7 Days in Hell, một bộ phim ngắn về một trận đấu quần vợt trong 7 ngày. Trong tháng 6 năm 2015, Kit xác nhận rằng anh sẽ tham gia phim kinh dị phương tây sắp tới của đạo diễn Martin Beethoven, thay thế Robert Pattinson. Kit cũng vào vai nhân vật phản diện chính trò chơi sắp ra mắt  Call of Duty: Infinite Warfare. Anh là gương mặt đại diện thương mại trong năm 2016 của hãng Infiniti cho dòng xe thể thao Q60.

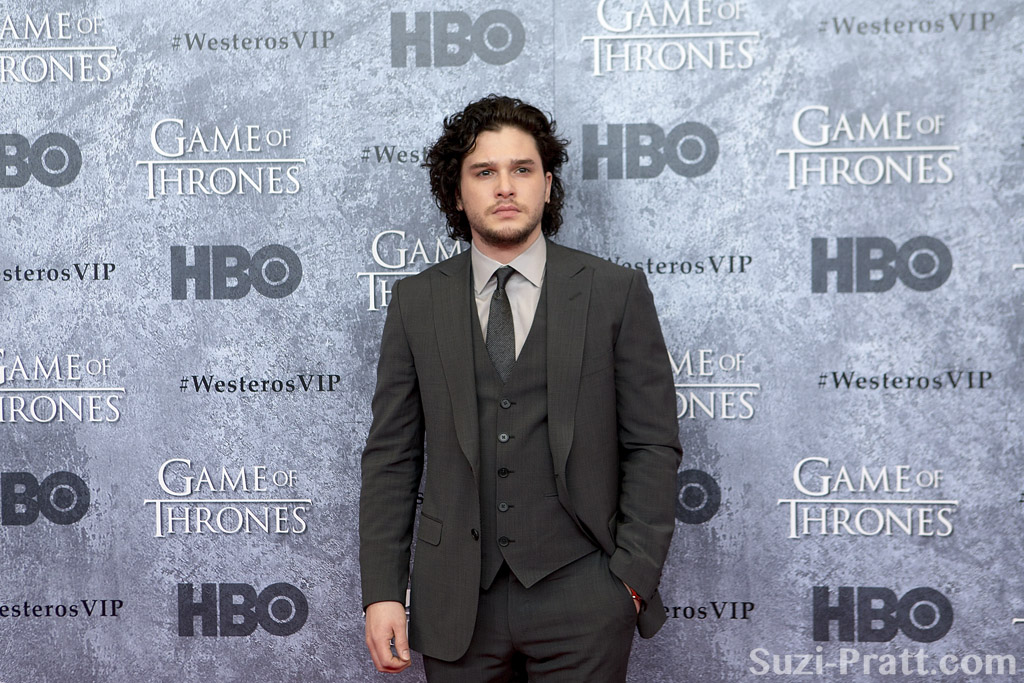
Kit Harington tại buổi ra mắt phim Game Of Thrones Mùa 3 tại Seattle

## Đời sống riêng tư
Năm 2012, Kit cùng  Cate Blanchett, Chiwetel Ejiofor, Peter Capaldi, Douglas Booth, Neil Gaiman, Keira Knightley, Juliet Stevenson, Jesse Eisenberg, and Stanley Tucci, xuất hiện trong một đoạn phim từ Cơ quan tị nạn Liên Hợp Quốc UNHCR để giúp nâng cao nhận thức của cuộc khủng hoảng người tị nạn toàn cầu. Đoạn phim có tiêu đề "Những gì họ đã mang theo với chính họ", trong đó các diễn viên đọc một bài thơ, được viết bởi Jenifer Toksvig và lấy cảm hứng từ các tài khoản chính của những người tị nạn, và là một phần của chiến dịch #Với người tị nạn (#WithRefugees) của UNHCR, trong đó cũng bao gồm một bản kiến nghị các chính phủ mở rộng tị nạn để cung cấp nơi trú ẩn hơn nữa, tích hợp cơ hội việc làm và giáo dục.

## Phim ảnh

### Phim
| Năm  | Tên phim                                   | Vai diễn        | Đạo diễn           | Ghi chú             | Tham khảo |        |
| ---- | ------------------------------------------ | --------------- | ------------------ | ------------------- | --------- | ------ |
| 2012 | Silent Hill: Revelation                    | Vincent Smith   | Michael J. Bassett |                     | [ 25 ]    |        |
| 2014 | Pompeii                                    | 2014            | Milo               | Paul W. S. Anderson | Vai chính | [ 27 ] |
| 2014 | How to Train Your Dragon 2                 | Eret            | Dean DeBlois       | Lồng tiếng          | [ 5 ]     |        |
| 2014 | Testament of Youth                         | Roland Leighton | James Kent         |                     | [ 32 ]    |        |
| 2014 | Seventh Son                                | Billy Bradley   | Sergei Bodrov      |                     | [ 31 ]    |        |
| 2015 | Spooks: The Greater Good                   | Will Holloway   | Bharat Nalluri     |                     | [ 39 ]    |        |
| 2016 | Brimstone                                  | Samuel          | Martin Koolhoven   |                     | [ 35 ]    |        |
| 2017 | The Death and Life of John F. Donovan      | John F. Donovan | Xavier Dolan       | Hậu sản xuất        | [ 40 ]    |        |
| 2018 | The Death & Life of John F. Donovan        | John F. Donovan |                    | [ 41 ]              |           |        |
| 2019 | How to Train Your Dragon: The Hidden World | Eret            | Voice role         | [ 42 ]              |           |        |
| 2021 | Eternals                                   | Dane Whitman    |                    | [ 43 ]              |           |        |
| 2022 | Baby Ruby                                  | Spencer         |                    | [ 44 ]              |           |        |
| 2023 | Blood for Dust                             | Ricky           |                    | [ 45 ]              |           |        |
| 2024 | The Beast Within                           | Noah            |                    | [ 46 ]              |           |        |

### Phim truyền hình
| Tên             | Năm       | Vai diễn      | Kênh | Ghi chú   | Tham khảo |
| --------------- | --------- | ------------- | ---- | --------- | --------- |
| Game of Thrones | 2011–2019 | Jon Snow      | HBO  | Vai chính | [ 47 ]    |
| 7 Days in Hell  | 2015      | Charles Poole | HBO  |           | [ 34 ]    |

### Trò chơi
| Tên                            | Năm  | Vai         | Tham khảo |
| ------------------------------ | ---- | ----------- | --------- |
| Game of Thrones                | 2015 | Jon Snow    | [ 48 ]    |
| Call of Duty: Infinite Warfare | 2016 | Salen Kotch | [ 49 ]    |

### Kịch
| Tên            | Năm       | Vai diễn         | Ghi chú                                | Tham khảo     |
| -------------- | --------- | ---------------- | -------------------------------------- | ------------- |
| War Horse      | 2008–2009 | Albert Narracott | Sân khấu Olivier Theatre và New London | [ 50 ] [ 51 ] |
| Posh           | 2010      | Ed Montgomery    | Sân khấu Royal Court                   | [ 2 ] [ 52 ]  |
| The Vote       | 2015      | Colin Henderson  | Sân khấu Donmar Warehouse              | [ 52 ]        |
| Doctor Faustus | 2016      | Faustus          | Sân khấu Duke of York's                | [ 53 ]        |

## Giải thưởng và Đề cử
| Năm  | Giải thưởng                               | Thể loại                                                                                            | Tác phẩm              | Kết quả |
| ---- | ----------------------------------------- | --------------------------------------------------------------------------------------------------- | --------------------- | ------- |
| 2011 | Giải Scream                               | Toàn thể xuất sắc nhất (cùng chia sẻ với các diễn viên)                                             | Game of Thrones       | Đề cử   |
| 2011 | Giải Screen Actors Guild                  | Màn biểu diễn nổi bật bởi một toàn thể trong loạt phim truyền hình (cùng chia sẻ với các diễn viên) | Game of Thrones       | Đề cử   |
| 2011 | Giải IGN                                  | Best TV Hero                                                                                        | Game of Thrones       | Đề cử   |
| 2011 | Giải Saturn                               | Nam diễn viên phụ xuất sắc nhất                                                                     | Game of Thrones       | Đề cử   |
| 2012 | Giải Golden Nymph                         | Nam diễn viên xuất sắc trong loạt phim truyền hình                                                  | Game of Thrones       | Đề cử   |
| 2013 | Giải Young Hollywood                      | Nam diễn viên của năm                                                                               | Nam diễn viên của năm | Thắng   |
| 2013 | Giải Screen Actors Guild                  | Màn biểu diễn nổi bật bởi một toàn thể trong loạt phim truyền hình (cùng chia sẻ với các diễn viên) | Game of Thrones       | Đề cử   |
| 2014 | Giải Screen Actors Guild                  | Màn biểu diễn nổi bật bởi một toàn thể trong loạt phim truyền hình (cùng chia sẻ với các diễn viên) | Game of Thrones       | Đề cử   |
| 2015 | Giải Empire                               | Giải anh hùng Empire (cùng chia sẻ với các diễn viên)                                               | Game of Thrones       | Thắng   |
| 2015 | Giải Online Film & Television Association | Nam diễn viên phụ xuất sắc nhất trong loạt phim truyền hình                                         | Game of Thrones       | Đề cử   |
| 2015 | Giải Saturn                               | Nam diễn viên phụ xuất sắc nhất trên truyền hình                                                    | Game of Thrones       | Đề cử   |
| 2015 | Giải Screen Actors Guild                  | Màn biểu diễn nổi bật bởi một toàn thể trong loạt phim truyền hình (cùng chia sẻ với các diễn viên) | Game of Thrones       | Đề cử   |
| 2016 | Giải Gold Derby TV                        | Nam diễn viên phụ xuất sắc nhất trong loạt phim truyền hình                                         | Game of Thrones       | Thắng   |
| 2016 | Giải Online Film & Television Association | Nam diễn viên phụ xuất sắc nhất trong loạt phim truyền hình                                         | Game of Thrones       | Đề cử   |
| 2016 | Giải Primetime Emmy                       | Nam diễn viên phụ xuất sắc trong loạt phim truyền hình                                              | Game of Thrones       | Đề cử   |